# Musée de la Banque d'Angleterre
Pour les articles homonymes, voir Musée de la Banque.
Le musée de la Banque d'Angleterre est un musée situé au sein de la Banque d'Angleterre dans la Cité de Londres.

## Description
Le musée abrite une vaste collection retraçant l'histoire de la Banque depuis sa fondation en 1694 jusqu'à nos jours.
Auparavant, l'accès aux collections de la banque se faisait uniquement sur rendez-vous et les visiteurs étaient escortés à travers la banque jusqu'à une petite zone d'exposition. Dans les années 1980, la Banque d'Angleterre a décidé de rendre ses collections accessibles à un plus grand public et a donc envisagé de créer un nouveau musée qui ouvrirait ses portes en 1994, l'année du tricentenaire de la Banque.
Cependant, un incendie en 1986 a causé de graves dommages à la zone de la banque au-dessus du site proposé et il a été décidé de commencer les travaux plutôt que de réparer et de reconstruire plus tard. Les travaux ont duré environ 18 mois et le nouveau musée, conçu par les consultants de Higgins Gardner &amp; Partners, a été inauguré en 1988 par la reine Elizabeth II .
Les objets exposés comprennent les collections de billets et de pièces de monnaie de la banque, des livres et des documents, des images, des meubles, des statues, de l'argent et un véritable lingot d' or (99,79 % d'or pur) qui peut être manipulé de l'intérieur sa boîte en plexiglas.
Est exposée également la lettre de démission de Kenneth Grahame, l'auteur de The Wind in the Willows, qui a travaillé pendant 30 ans à la Banque .

## Les références
1. ↑  « Bank of England Museum », Cityoflondon.gov.uk (consulté le 3 août 2014)
2. ↑  « The Rotunda: 1800 to 1946 - Bank of England », www.bankofengland.co.uk
3. ↑  « Education and Museum | Exhibitions and Events | Bank of England Museum », Bank of England (consulté le 3 août 2014)